# Miriam Welte
Miriam Welte (Kaiserslautern, 9 dicembre 1986) è una pistard tedesca, campionessa olimpica della velocità a squadre a Londra 2012, in coppia con Kristina Vogel, e vincitrice di seititoli mondiali, quattro nella velocità a squadre e due nei 500 metri a cronometro.

## Palmarès
- 2006

Campionati europei, 500 metri a cronometro Under-23
Campionati tedeschi, 500 metri a cronometro
- 2007

Campionati tedeschi, 500 metri a cronometro
- 2008

Campionati tedeschi, 500 metri a cronometro
Campionati europei, Keirin Under-23
- 2009

Campionati tedeschi, 500 metri a cronometro
Campionati tedeschi, Keirin
- 2010

Dudenhofen Sprint Meeting, Velocità
- 2011

Grand Prix Germany, Velocità a squadre (con Kristina Vogel)
Campionati tedeschi, 500 metri a cronometro
Campionati tedeschi, Keirin
Campionati tedeschi, Velocità a squadre (con Verena Jooß)
2ª prova Coppa del mondo 2011-2012, Velocità a squadre (Cali, con Kristina Vogel)
- 2012

Campionati del mondo, Velocità a squadre (con Kristina Vogel)
Giochi olimpici, Velocità a squadre (con Kristina Vogel)
Campionati tedeschi, 500 metri a cronometro
- 2013

Campionati del mondo, Velocità a squadre (con Kristina Vogel)
Grand Prix Germany, Velocità a squadre (con Kristina Vogel)
Campionati tedeschi, 500 metri a cronometro
Campionati tedeschi, Velocità a squadre (con Kristina Vogel)
Fenioux Piste International, 500 metri a cronometro
Dudenhofen Sprint Meeting, 500 metri a cronometro
1ª prova Coppa del mondo 2013-2014, Velocità a squadre (Manchester, con Kristina Vogel)
2ª prova Coppa del mondo 2013-2014, Velocità a squadre (Aguascalientes, con Kristina Vogel)
- 2014

Campionati del mondo, 500 metri a cronometro
Campionati del mondo, Velocità a squadre (con Kristina Vogel)
Oberhausen Grand Prix, Keirin
Dudenhofen Sprint Meeting #1, Velocità
Dudenhofen Sprint Meeting #1, Keirin
Cottbuser Nächte, Velocità a squadre (con Kristina Vogel)
Dudenhofen Sprint Meeting #2, Velocità
Dudenhofen Sprint Meeting #2, Keirin
Campionati tedeschi, 500 metri a cronometro
- 2015

Campionati tedeschi, Keirin
Cottbuser Nächte, Velocità
- 2016

Grand Prix Germany, Velocità a squadre (con Kristina Vogel)
Campionati tedeschi, 500 metri a cronometro
- 2017

3ª prova Coppa del mondo 2016-2017, Velocità a squadre (Cali, con Kristina Vogel)
Campionati tedeschi, 500 metri a cronometro
Dudenhofen Sprint Meeting #2, Velocità
Dudenhofen Sprint Meeting #2, Keirin
Campionati europei, 500 metri a cronometro
2ª prova Coppa del mondo 2017-2018, Velocità a squadre (Manchester, con Kristina Vogel)
3ª prova Coppa del mondo 2017-2018, Velocità a squadre (Milton, con Kristina Vogel)
Track Cycling Challenge, Velocità
Track Cycling Challenge, Keirin
- 2018

Campionati del mondo, 500 metri a cronometro
Campionati del mondo, Velocità a squadre (con Kristina Vogel)
Campionati tedeschi, Velocità
Campionati tedeschi, 500 metri a cronometro

## Piazzamenti

### Competizioni mondiali
- Campionati del mondo su pista

Bordeaux 2006 - 500 metri: 15ª
Palma di Maiorca 2007 - 500 metri: 15ª
Palma di Maiorca 2007 - Keirin: eliminata al primo turno
Manchester 2008 - Velocità a squadre: 3ª
Manchester 2008 - 500 metri: 6ª
Manchester 2008 - Velocità: eliminata al primo turno
Pruszków 2009 - Velocità a squadre: 6ª
Pruszków 2009 - Keirin: 8ª
Pruszków 2009 - 500 metri: 9ª
Pruszków 2009 - Velocità: 11ª
Ballerup 2010 - 500 metri: 7ª
Ballerup 2010 - Velocità a squadre: 6ª
Ballerup 2010 - Velocità: 16ª
Ballerup 2010 - Keirin: 5ª
Apeldoorn 2011 - 500 metri: 3ª
Apeldoorn 2011 - Velocità a squadre: 5ª
Apeldoorn 2011 - Velocità: 21ª
Melbourne 2012 - Velocità a squadre: vincitrice
Melbourne 2012 - 500 metri: 2ª
Melbourne 2012 - Velocità: 6ª
Melbourne 2012 - Keirin: 17ª
Minsk 2013 - Velocità a squadre: vincitrice
Minsk 2013 - 500 metri: 2ª
Minsk 2013 - Velocità: 9ª
Minsk 2013 - Keirin: ritirata
Cali 2014 - Velocità a squadre: vincitrice
Cali 2014 - 500 metri: vincitrice
Cali 2014 - Velocità: 10ª
Saint-Quentin-en-Yvelines 2015 - Velocità a squadre: 4ª
Saint-Quentin-en-Yvelines 2015 - 500 metri: 3ª
Saint-Quentin-en-Yvelines 2015 - Velocità: 12ª
Saint-Quentin-en-Yvelines 2015 - Keirin: 13ª
Londra 2016 - Velocità a squadre: 3ª
Londra 2016 - 500 metri: 7ª
Londra 2016 - Velocità: 17ª
Hong Kong 2017 - Velocità a squadre: 2ª
Hong Kong 2017 - 500 metri: 3ª
Apeldoorn 2018 - Velocità a squadre: vincitrice
Apeldoorn 2018 - 500 metri: vincitrice
Apeldoorn 2018 - Velocità: 11ª
Pruszków 2019 - Velocità a squadre: 3ª
Pruszków 2019 - 500 metri: 4ª
- Giochi olimpici

Londra 2012 - Velocità a squadre: vincitrice
Rio de Janeiro 2016 - Velocità a squadre: 3ª
Rio de Janeiro 2016 - Keirin: 25ª
Rio de Janeiro 2016 - Velocità: 11ª